# DEL2
Deutsche Eishockey Liga 2 (do roku 2013 pod názvem 2. Eishockey-Bundesliga) je druhá nejvyšší plně profesionální liga ledního hokeje v Německu. Úřadujícím šampionem je SC Bietigheim-Bissingen, který ligu opanoval v sezóně 2017/18.

## Vítězové
Zdroj: 
| Sezona  | Vítěz                                     | Vicemistr                                 |
| ------- | ----------------------------------------- | ----------------------------------------- |
| 2013/14 | Fischtown Pinguins Bremerhaven            | SC Bietigheim-Bissingen                   |
| 2014/15 | SC Bietigheim-Bissingen                   | Fischtown Pinguins Bremerhaven            |
| 2015/16 | Kassel Huskies                            | SC Bietigheim-Bissingen                   |
| 2016/17 | Löwen Frankfurt                           | SC Bietigheim-Bissingen                   |
| 2017/18 | SC Bietigheim-Bissingen                   | SC Riessersee                             |
| 2018/19 | Ravensburg Towerstars                     | Löwen Frankfurt                           |
| 2019/20 | play-off zrušeno kvůli pandemii covidu-19 | play-off zrušeno kvůli pandemii covidu-19 |